# Francis Tolentino
Francis Tolentino (Guinobatan, 3 januari 1960) is een Filipijns politicus. Hij werd in 2019 gekozen in de Filipijnse Senaat. Daarvoor was hij van 2010 tot 2015 voorzitter van de MMDA. Tevens was Tolentino jarenlang burgemeester van de stad Tagaytay in de provincie Cavite

## Biografie
Francis Tolentino werd geboren op 3 januari 1960 in Guinobatan in de Filipijnse provincie Albay. Zijn ouders zijn Isaac Tolentino, een voormalig burgemeester van Tagaytay, en Elena Tolentino. Zijn jongere broer Abraham Tolentino is ook politicus.
Kort na de EDSA-revolutie was Tolentino van 1986 tot 1987 interim burgemeester van Tagaytay. Later werd hij in 1995 gekozen als burgemeester van deze stad. In 1998 en 2001 werd hij herkozen waardoor hij deze post de wettelijk maximale achtereenvolgende periode van negen jaar bekleedde. Op 27 juli 2010 werd Tolentino door president Benigno Quino III benoemd tot voorzitter van de Metropolitan Manila Development Authority (MMDA). Deze Filipijnse overheidsinstantie houdt zich bezig de ontwikkeling van de metropool Manilla, officieel bekend onder de naam National Capital Region.
Bij de verkiezingen van 2016 stelde Tolentino zich namens Liberal Party kandidaat voor een zetel in de Senaat van de Filipijnen. Tijdens de campagne kwam hij echter in opspraak door een compromitterende video van lokale LP-politici met door hem ingehuurde danseressen op een verjaardagsfeest van parlementslid Benjamin Agrao in Laguna. Tolentino trok zich daarna terug als LP-kandidaat en eindigde bij de verkiezingen uiteindelijk als 13e. net niet voldoende voor een van de twaalf beschikbare kandidaten. 
Bij de verkiezingen van 2019 stelde Tolentino zich opnieuw kandidaat voor een zetel in de Senaat. Zijn kandidatuur werd gesteund door president Duterte en de regerende partij PDP-Laban. Bij de verkiezingen eindigde Tolentino op de negende plek, waardoor hij nu wel een zetel in de Senaat veroverde. Zijn termijn in de Senaat loopt van juni 2019 tot juni 2025.